# Kan ar Bobl
Le Kan ar Bobl (littéralement le « Chant du peuple », en breton) est un concours de chant breton, de musique bretonne et de culture bretonne (contes) créé en 1973 à l'initiative du Festival interceltique de Lorient sur une idée de Polig Montjarret. Le concours se tenait au Palais des congrès de Lorient et depuis 1993 il est organisé à Pontivy après des sélections dans les différents pays bretons.

## Présentation
Polig Monjarret crée en 1973 ce concours annuel de chant, inspiré du Fleadh Cheoil auquel il a assisté en Irlande. L'équipe du Festival des Cornemuses de Lorient, dont fait partie Pierrot Guergadic, suggère d'accueillir ce concours, au Palais des Congrès de Lorient.
Sa création dans les années 1970, intervient alors que la musique bretonne est à la mode, avec Alan Stivell, Dan Ar Braz, Glenmor, Gilles Servat. Très vite le succès contraint les organisateurs à mettre en place des éliminatoires locaux dans toute la Bretagne avant la finale (1975). Cette formule, toujours opérationnelle, présente l'avantage de garantir un niveau de qualité et de permettre une représentation, lors de la Finale, des chanteurs, conteurs et musiciens de tous les terroirs. 
Depuis 1993, cette manifestation se déroule à Pontivy (Morbihan) et en 1997 elle passe sous la responsabilité de l'association éponyme. Un « Grand Prix du Kan ar Bobl » est remis aux vainqueurs des différents concours depuis 1990. En 2005 le trophée Kanit ta bugale est instauré en souvenir de Polig Montjarret.
Le Kan ar Bobl est un événement important de la culture bretonne, c'est la rencontre, dans toute la région, de centaines de musiciens et de chanteurs qui participent à la conservation et à la transmission d'un patrimoine musical et à sa dynamisation. 
De nombreux chanteurs et musiciens se sont fait connaître en participant à ce concours : Denez Prigent, Yann-Fañch Kemener, Kristen Nikolas, Annie Ebrel, Marthe Vassallo, Nolwenn Korbell, etc. Les grands groupes de fest-noz se sont également distingués dans le palmarès du Kan ar Bobl : Diaouled ar Menez, Ar Re Yaouank, Storvan, Karma, les Ramoneurs de menhirs, Claude Sahut... 
Depuis mars 2004, il existe un Kan ar Bobl organisé par la Mission bretonne et Kendalc'h à Paris, pour les artistes bretons d’Île-de-France. Dans les pays bretons, les pré-sélections sont organisées lors de fêtes et par des associations ou des « Ti ar Vro » (fédérations d'associations culturelles).
Après deux ans de sommeil dus au Covid, le concours a repris les 2 et 3 avril 2022 et fête ses 50 ans les 15 et 16 avril 2023 en se dotant d'un nouveau visuel et d'une exposition retraçant ses grandes heures.

## Le concours

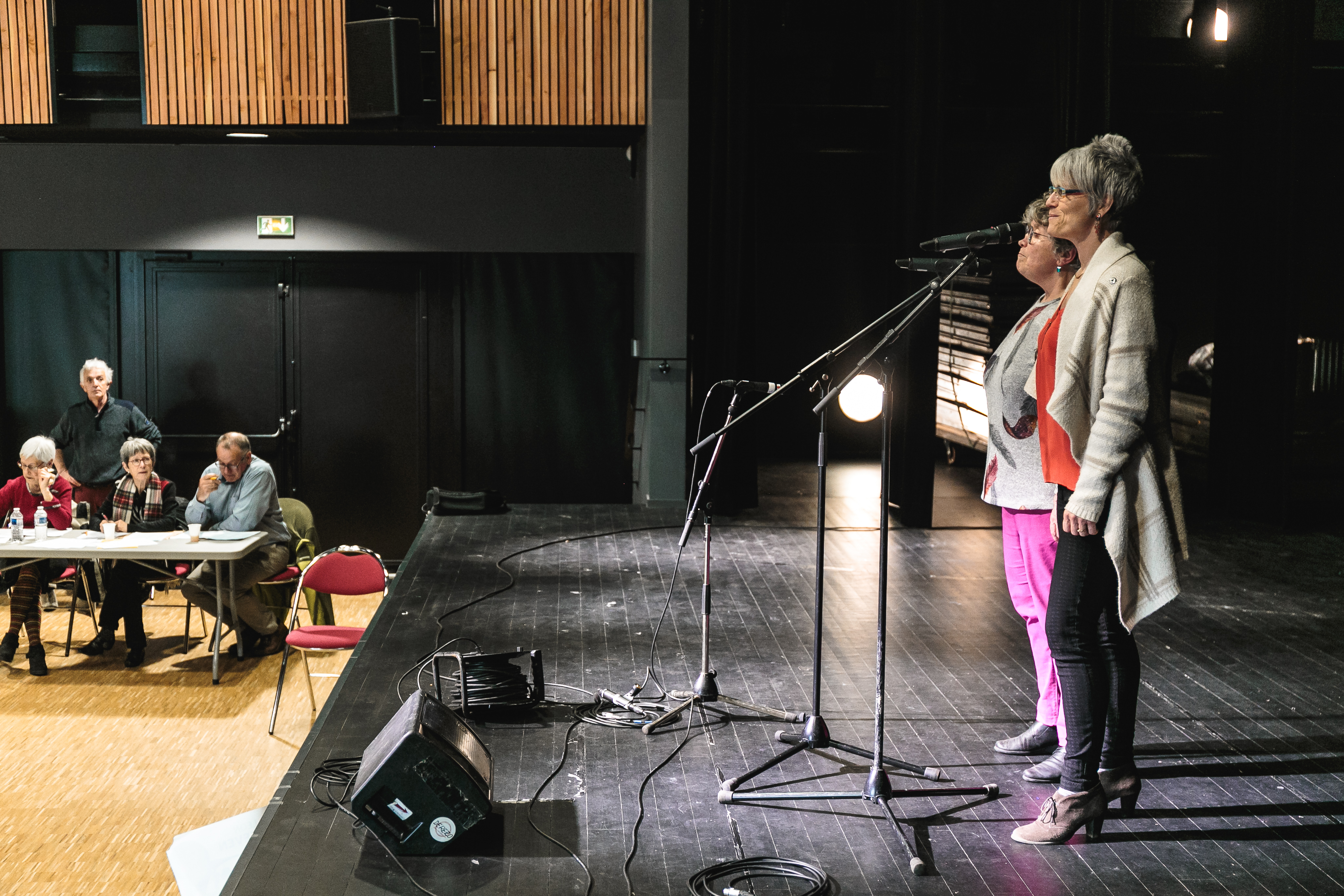
Deux chanteuses concourant en catégorie chant à danser à Lesneven.

Le Kan ar Bobl a pour but de conserver et transmettre le patrimoine musical des différents pays de Bretagne, mais aussi de s'en inspirer pour la création originale. Les éliminatoires ont lieu dans ces pays, les participants doivent offrir une prestation représentative qui est soumise à un jury. Les musiciens peuvent concourir dans plusieurs catégories et même participer à plusieurs rencontres s'ils respectent l'identité du répertoire du terroir. Les artistes sélectionnés participent à la finale de Pontivy où ils doivent impérativement reproduire le répertoire de sélection. Les groupes doivent être composés des mêmes membres que ceux de l'épreuve de sélection.

## Catégories principales
- Chant traditionnel (à écouter, à danser, accompagné)
- Création
- Contes
- Duos
- Instruments solo
- Groupes de musique
- Groupes scolaires

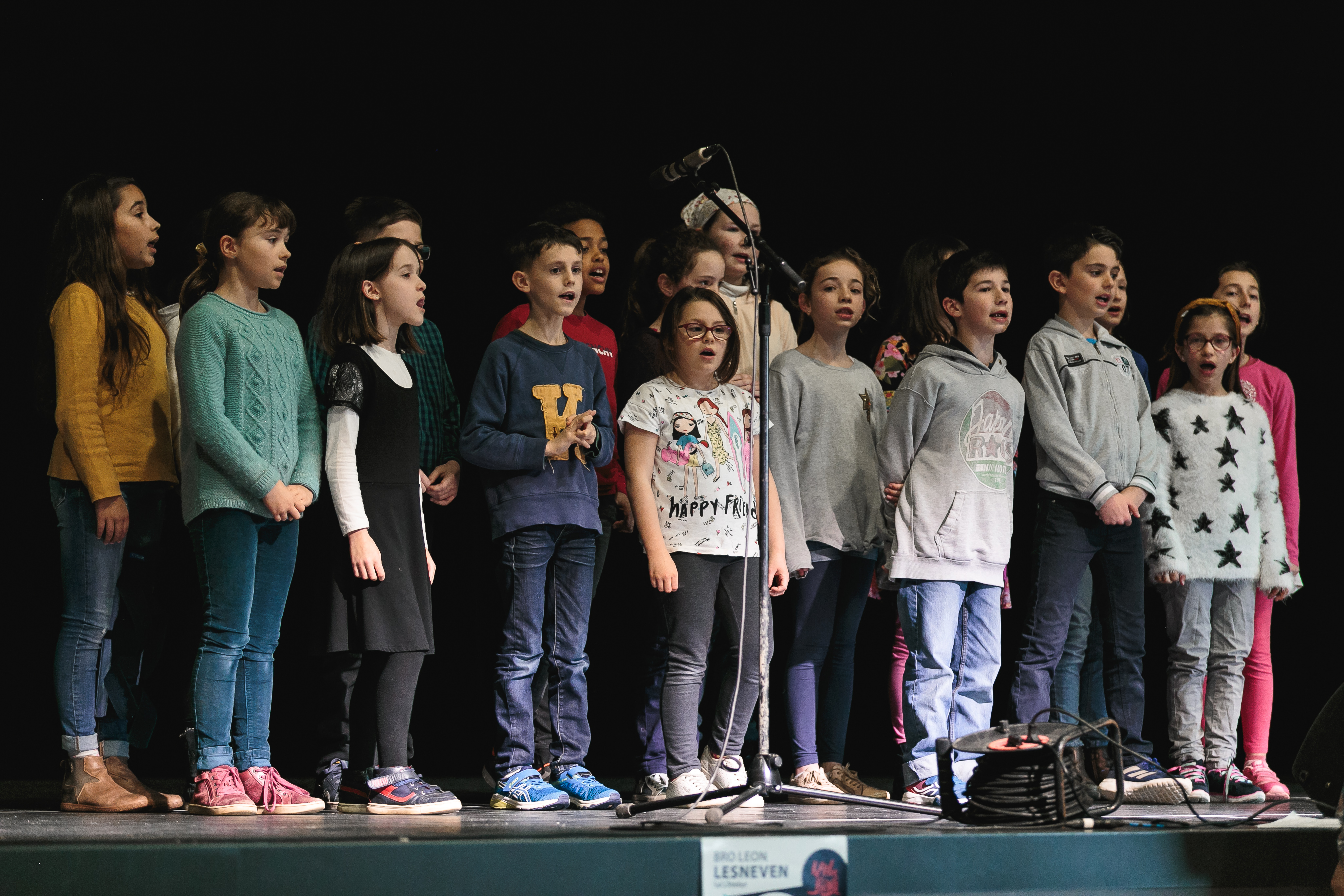
Classe bilingue de Lannilis (scolaires)
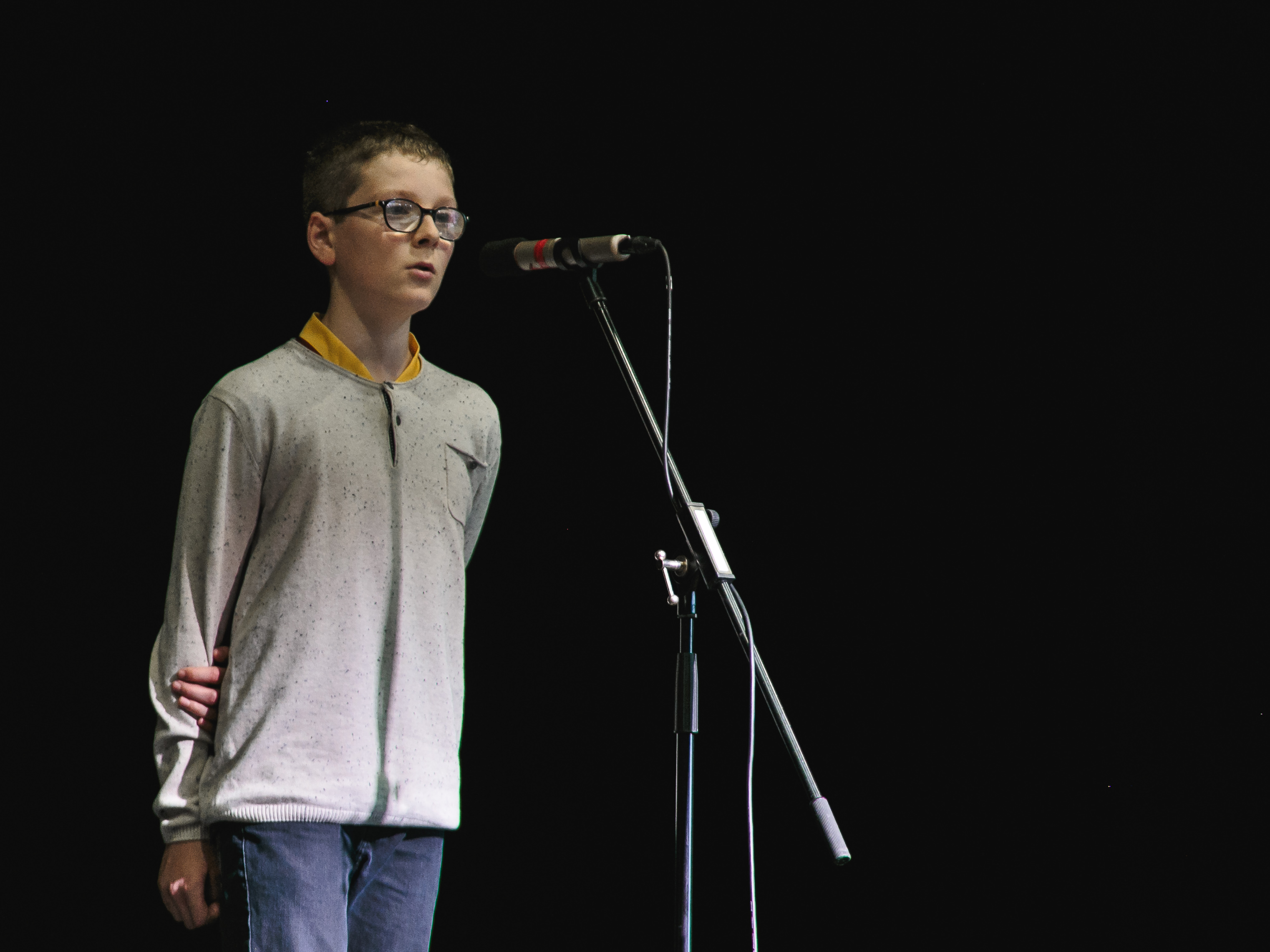
Tudi Mazo (chant à écouter)
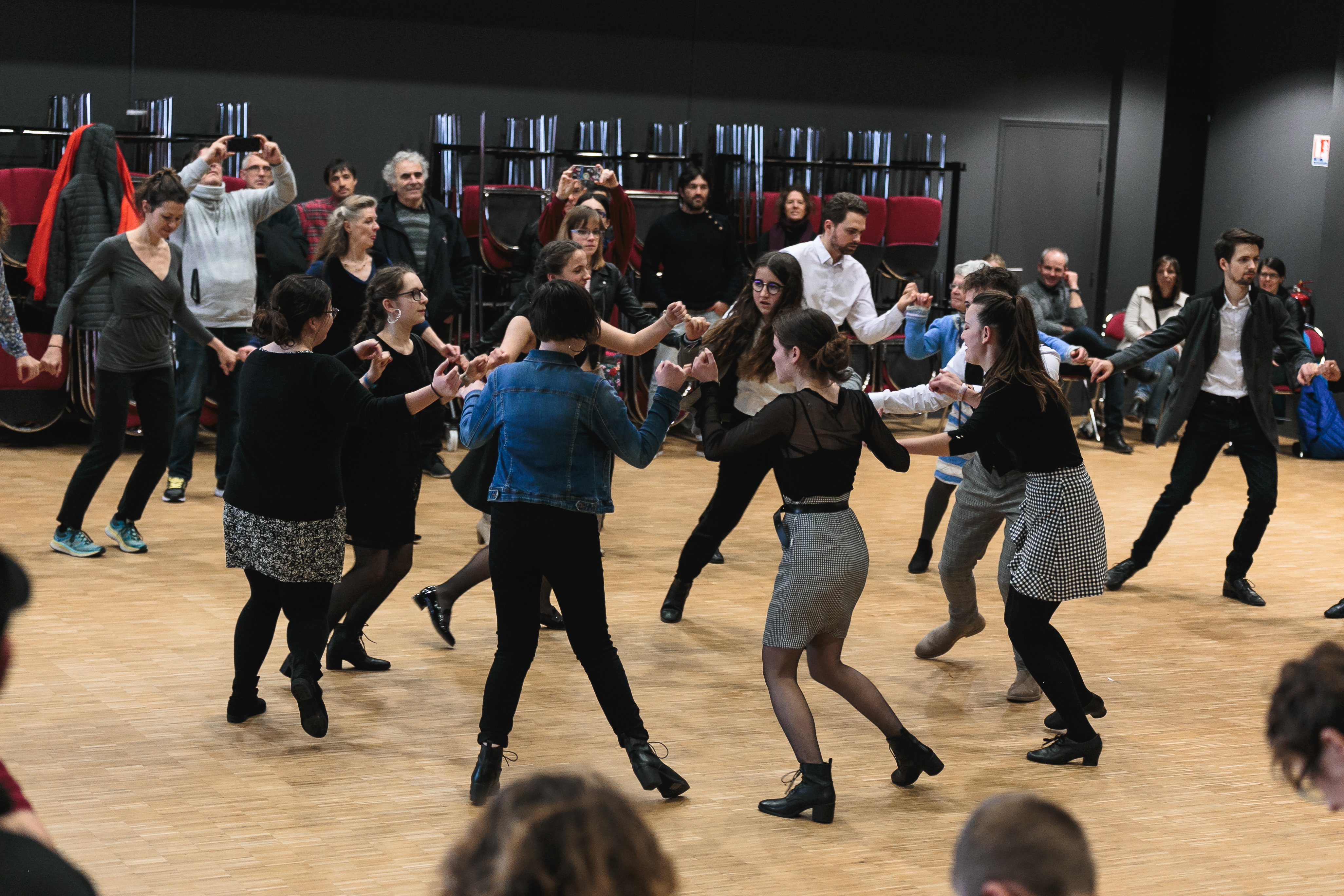
Avel Dro Gwiseni (chant à danser)
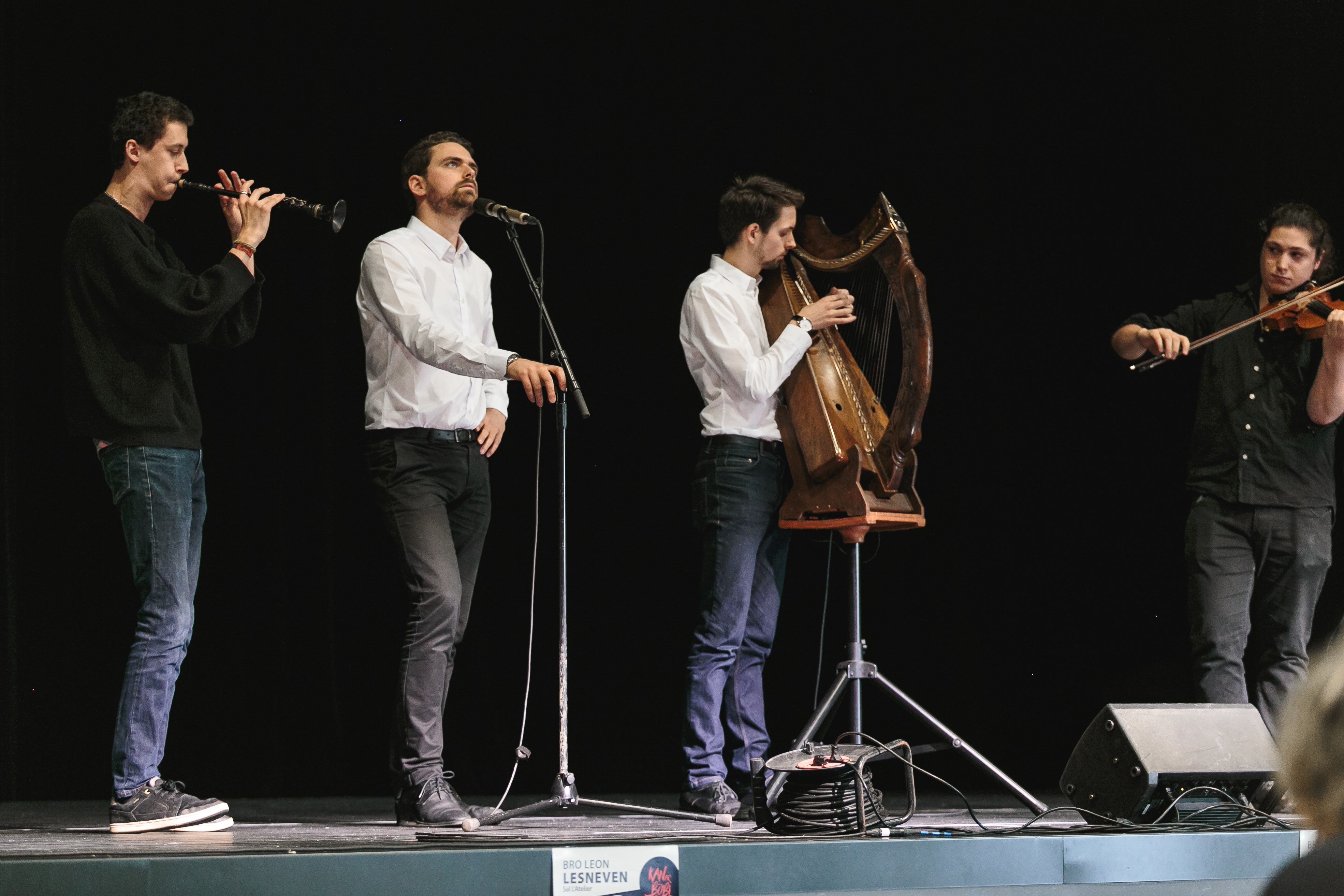
Kerdin an Avel (chant accompagné)
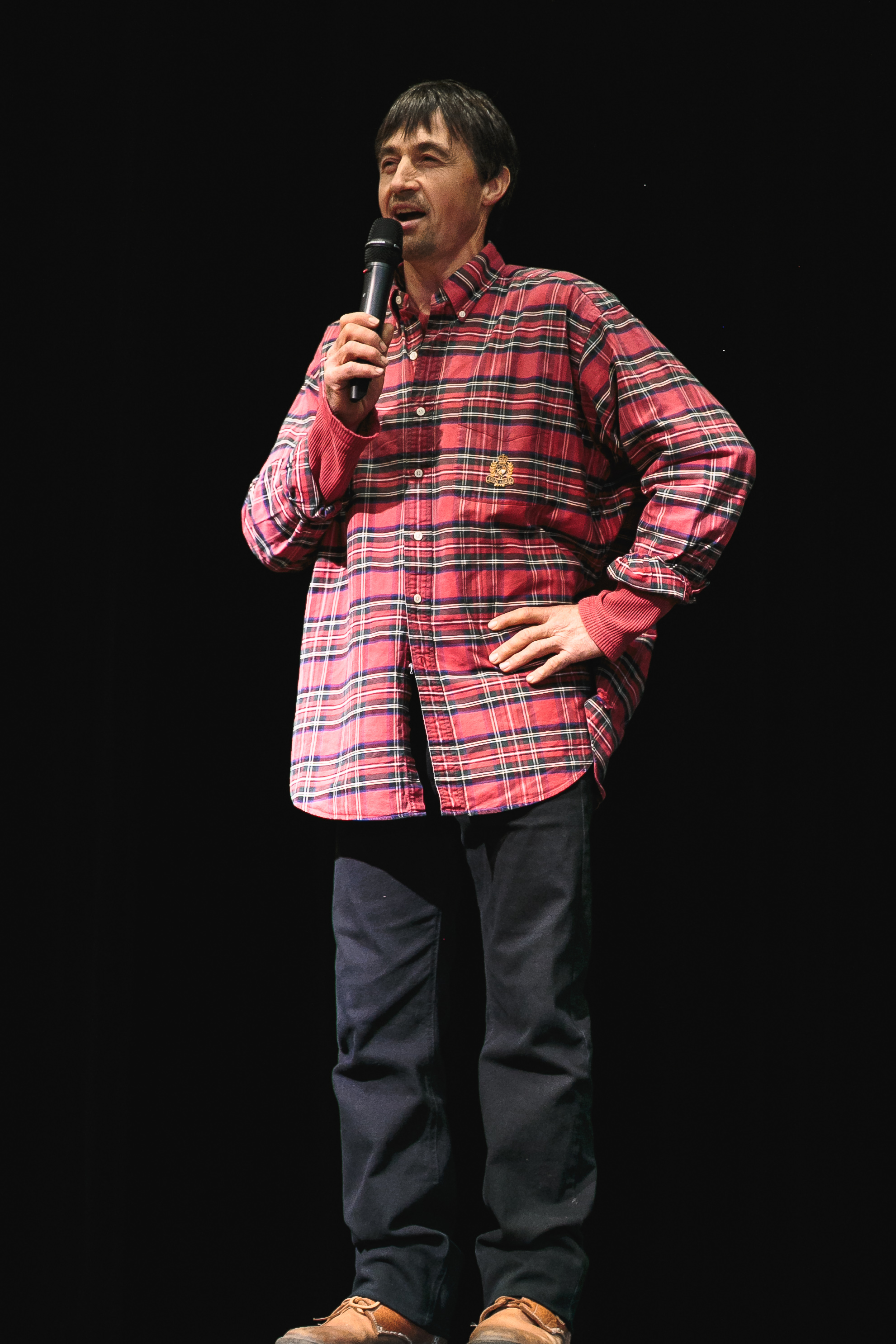
Marc Paugam (récit)
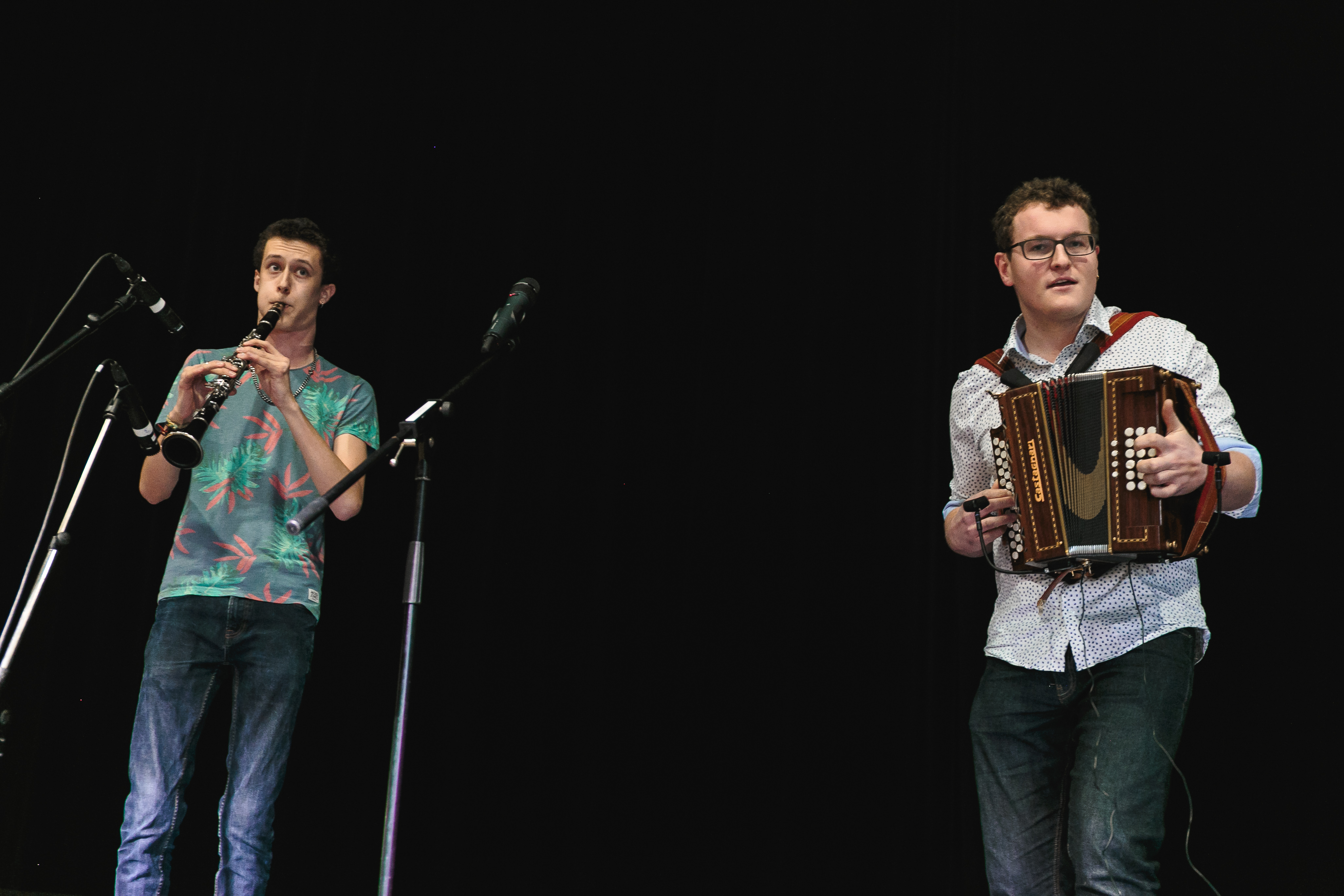
Danigo-Saliou (duo)